# Lyrische ouverture (Boedijn)
Lyrische ouverture, op. 185 is een compositie voor harmonieorkest of fanfare van de Nederlandse componist Gerard Boedijn.